# Nannette Lévesque
Pour les articles homonymes, voir Lévesque.
Nannette Lévesque, née le 23 décembre 1803 à Sainte-Eulalie (Ardèche) et morte le 26 avril 1880 à Fraisses (Loire), est une conteuse et chanteuse française.

## Biographie

### Une vie difficile
Nannette Lévesque naît en 1803 du mariage entre Pierre Lévesque et Marie Clauzier. Issue d'une famille de paysans extrêmement pauvre, qui vit au pied du mont Gerbier-de-Jonc, où la Loire prend sa source, la petite Nannette n’est jamais scolarisée. À l’âge de 8 ans, au décès de sa mère, elle est louée par son père dans des fermes : tour à tour servante, bergère, fileuse, tout en s’occupant des quelques bêtes de la ferme, de ses frères et sœurs, ainsi que des enfants de sa belle-mère qui la persécute.
Après avoir donné naissance à deux fils en 1828 et 1834, elle part avec eux sur les chemins et en échange de ses contes et ses chansons, elle reçoit  gite et couvert. Sur sa route, elle rencontre Jacques Lévesque, un marchand ambulant . Ils se marient et de leur union, elle donne naissance à un troisième fils. Mais la vie ne l'épargne pas. Jacques meurt à 46 ans la laissant veuve. Pour sa retraite, elle s'installe à Fraisses (Loire) chez un de ses fils. Elle y meurt le 26 avril 1880.

### Une mémoire exceptionnelle
Pour sa communion, sans savoir lire ni écrire, Nannette réussit à apprendre par cœur les 22 couplets en latin du Stabat Mater, sans en comprendre un seul mot. On dit d'elle que sa mémoire est exceptionnelle. C'est de la bouche de bergères plus âgées ou lors des veillées contées et chantées qu'elle retient contes et chansons entendues. Elle les raconte à son tour et ainsi se forme son immense répertoire. Sa sensibilité et son imagination ne cessent de vivifier sa mémoire. Victor Smith  est admiratif : « Elle ne peut lire une seule lettre. La mémoire seule a agi chez elle. ».

### De l'oralité à la transcription: une rencontre décisive
Victor Smith, juge au tribunal de Saint-Étienne et collecteur, possède une maison secondaire à  Fraisses. Il va à la rencontre de Nannette et découvre son savoir oral folklorique, tellement riche et précis, qu'il décide de le collecter et de le retranscrire par écrit dans son intégralité. De 1871 à 1876, Nannette Lévesque partage avec lui toute la littérature orale traditionnelle de son terroir. C'était la première fois qu'en France un collecteur se donnait pour tâche de recueillir tout le savoir narratif et chanté d'une femme du peuple. Mais Victor Smith meurt deux ans après Nannette et n'a pas le temps de publier cette collecte.

### De la transcription à l'édition
Victor Smith envoi sa collecte à Emmanuel Cosquin qui ne s'en occupe pas et laisse les archives de Victor Smith intactes parmi les siennes à l’Institut Catholique. « Elles ont dormi jusqu’à ce que Marie-Louise Tenèze n’aille réveiller cette Belle au bois dormant pour notre bonheur » dit Nicole Belmont  et Georges Delarue , ethnomusicologue, met en musique les chansons de Nannette. Grâce à eux deux, nous pouvons avoir accès au répertoire de Nannette essentiellement composés d’une cinquantaine de contes et de légendes et de soixante-douze chansons .Ces textes sont inspirés de la culture paysanne, de l’enseignement religieux et de sagesses collectives. Ils sont une précieuse source d’informations sur la représentation des familles au sein des familles pauvres du XIXe siècle, notamment concernant le rôle de la mère.

### De l'édition à la transmission
Séverine Sarrias, conteuse, fait découvrir le répertoire de Nannette, peu connu du public, depuis plusieurs années. En 2019, elle monte le spectacle Nannette ou l'arbre merveilleux dont le fil rouge est la vie de Nannette. Pour ce spectacle, Séverine Sarrias a choisi trois contes, imbibés de légendes chrétiennes et de croyances païennes, peuplés de belles-mères irascibles : Le granger et le bourgeois, conte facétieux dont on retrouve des traces dès le Xème  siècle ; L’arbre merveilleux , version primitive de Cendrillon ; et enfin  La Mayrastre. Elle chante aussi les chansons de Nannette en français et en occitan.